# Artemisia I
Artemisia (Oudgrieks: Αρτεμισία), de dochter van Lygdamis van Halicarnasus, werd de tiran van Halicarnassus in Klein-Azië als een cliënt van de Achaemeniden na de dood van haar echtgenoot, met wiens jonge zoon ze als weduwe achterbleef. (De Perzen beheersten Ionië in de 5e eeuw v.Chr. .) Volgens Herodotus (Historiën VII en VIII) was Artemisia van Halicarnassische afkomst langs vaderszijde en Kretenzisch langs moederszijde.
Hoewel ze daar niet toe verplicht was, nam zij in 480 v.Chr. als bondgenote van de Perzen deel aan de Slag bij Salamis met vijf schepen onder haar bevel. Als enige van de commandanten van de Perzische koning Xerxes I adviseerde Artemisia om de Grieken niet in de zee-engte van Salamis voor een zeeslag te treffen. Een advies dat, zoals al gauw zou blijken, ten onrechte in de wind geslagen werd. Op een bepaald moment in de strijd, toen de Grieken op het punt stonden haar gevangen te nemen, ramde zij een Perzisch schip zodat dit zonk en zorgde er zo voor dat de Grieken haar leven spaarden daar zij geloofden dat zij naar de Griekse zijde was overgelopen. Ter herdenking van haar daden in de slag bij Salamis werd ze zelfs herdacht met een witmarmeren standbeeld in de portico van de tempel van Artemis te Sparta.
Zij ontsnapte terug naar de Perzen, waar, volgens Herodotus, Xerxes verkondigde: « Mijn mannen [de Perzen] zijn vrouwen geworden en mijn vrouwen [Artemisia] mannen! » Herodotus had een gunstige mening van haar, ondanks haar steun aan Perzië, vermoedelijk omdat hij ook van Halicarnassus kwam. Artemisia haalde Xerxes over om zich terug te trekken in Klein-Azië na de nederlaag aan Salamis, en dat terwijl generaal Mardonius Xerxes aanraadde te blijven. Xerxes stuurde haar vervolgens naar Efeze om voor zijn zonen te zorgen. In ruil daarvoor floreerden de landen van Artemisia, waaronder naast Halicarnassus, zich ook Kos, Nisryros en Kalynda bevonden, door hun verbond met de Perzen.
De legende beweert dat Artemisia verliefd werd op een man Dardanus genaamd en toen hij haar negeerde sprong ze haar dood tegemoet in de Egeïsche Zee bij Leucas.

## Voetnoot
1. ↑  Herodotus, Historiën VIII 88.3: οἱ μὲν ἄνδρες γεγόνασί μοι γυναῖκες, αἱ δὲ γυναῖκες ἄνδρες.